# أنا فريبيل
أنّا فريبيل (بالألمانية: Anna Frebel) (مواليد 1980 في برلين) هي عالمة فلك ألمانية، تعمل على اكتشاف أقدم النجوم في الكون.

## العمل
نشأت أنّا فريبيل في جوتنجن بألمانيا. بعد انتهاء المدرسة الثانوية، درست الفيزياء في فرايبورغ إم بريسغاو. واصلت دراستها في أستراليا وحصلت على درجة الدكتوراه من مرصد ماونت ستروملو التابع للجامعة الوطنية الأسترالية في كانبيرا . حصلت على زمالة WJ McDonald، ما أهّلها للالتحاق بجامعة تكساس في أوستن عام 2006 لمواصلة دراستها ما بعد الدكتوراة.
من عام 2009 إلى 2011 كانت زميلة كلاي لما بعد الدكتوراه في مركز هارفارد سميثسونيان للفيزياء الفلكية في كامبريدج (ماساتشوستس) . تعمل منذ عام 2012 كأستاذ مساعد للفيزياء في معهد ماساتشوستس للتكنولوجيا .
عام 2005، اكتشفت فريبيل النجم HE 1327-2326، وهو أكثر النجوم نقصًا في عنصر الحديد، وهو نجمٌ نشأ بعد وقت قصير جدًا من الانفجار العظيم. عام 2007، اكتشفت أيضًا النجم العملاق الأحمر HE 1523-0901، الذي يبلغ عمره حوالي 13.2 مليار سنة.

## الجوائز والتكريمات
- 2007: جائزة شارلين هيسلر لأفضل بحث دكتوراه في علم الفلك في عام 2006 في أستراليا[3]
- 2009: العرض الافتتاحي في مهرجان إكسلاب للعلوم، غوتنغن.
- 2009: جائزة لودفيغ بييرمان (جائزة الفلكي الشاب) من الجمعية الفلكية الألمانية
- 2010: جائزة آني ج. كانون من الجمعية الفلكية الأمريكية[4]
- 2010: مُحَاضِرة ليز مايتنر، غوتنغن [5] [6] وإنسبروك.
- 2011: زميل كافلي فرونتيرز للعلوم، الأكاديمية الوطنية للعلوم

## المنشورات (مجموعة مختارة)
- Auf der Suche nach den ältesten Sternen (بالألمانية), Frankfurt am Main: Fischer, 2012, ISBN:978-3-10-021512-3
- Astronomical Society of the Pacific, ed. (2008), New horizons in astronomy : Frank N. Bash Symposium 2007 : proceedings of a workshop held at the University of Texas, Austin, Texas, USA, 14–16 October 2007 (بالألمانية), San Francisco{{استشهاد}}:  صيانة الاستشهاد: مكان بدون ناشر (link)

## روابط خارجية
- آنا فريبيل، fischerverlage.de
- آنا فريبيل في معهد ماساتشوستس للتكنولوجيا
- آنا فريبيل، الصفحة الرئيسية